# Abati di Evesham
L'Abate di Evesham era il superiore della comunità monastica dell'abbazia di Evesham, un monastero benedettino situato a Evesham, nel Worcestershire, fondato nel periodo anglosassone della storia inglese.
La successione degli abati continuò dalla fondazione del monastero, avvenuta nei primi anni dell'VIII secolo d.C., fino al 1540, anno della Dissoluzione dei Monasteri. 

## Lista degli abati di Santa Maria di Evesham
| Abati di Santa Maria di Evesham | Abati di Santa Maria di Evesham | Abati di Santa Maria di Evesham | Abati di Santa Maria di Evesham | Abati di Santa Maria di Evesham |
| Dal                             | Fino al                         | Abate                           | Fonte/i                         | Note |
| ------------------------------- | ------------------------------- | ------------------------------- | ------------------------------- | --- |
| fl. 692–717                     | fl. 692–717                     | Ecgwine                         | [ 1 ]                           | Abate fondatore e santo |
| date incerte                    | date incerte                    | Ethelwold                       | [ 2 ]                           | I nella lista degli abati di Thomas of Malborough |
| date incerte                    | date incerte                    | Aldbore                         | [ 2 ]                           | II nella lista degli abati di Thomas of Malborough |
| date incerte                    | date incerte                    | Aldbeorth                       | [ 2 ]                           | III nella lista degli abati di Thomas of Malborough |
| date incerte                    | date incerte                    | Aldfrith                        | [ 3 ]                           | IV nella lista degli abati di Thomas of Malborough |
| date incerte                    | date incerte                    | Tilhberht                       | [ 3 ]                           | V nella lista degli abati di Thomas of Malborough |
| date incerte                    | date incerte                    | Cuthwulf                        | [ 3 ]                           | VI nella lista degli abati di Thomas of Malborough |
| date incerte                    | date incerte                    | Aldmund                         | [ 3 ]                           | VII nella lista degli abati di Thomas of Malborough |
| date incerte                    | date incerte                    | Credan                          | [ 3 ]                           | VIII nella lista degli abati di Thomas of Malborough |
| date incerte                    | date incerte                    | Thingfrith                      | [ 3 ]                           | IX nella lista degli abati di Thomas of Malborough |
| date incerte                    | date incerte                    | Aldbald                         | [ 3 ]                           | X nella lista degli abati di Thomas of Malborough |
| date incerte                    | date incerte                    | Ecgberht                        | [ 3 ]                           | XI nella lista degli abati di Thomas of Malborough |
| date incerte                    | date incerte                    | Ælfrith                         | [ 3 ]                           | XII nella lista degli abati di Thomas of Malborough |
| date incerte                    | date incerte                    | Wulfweard                       | [ 3 ]                           | XIII nella lista degli abati di Thomas of Malborough |
| date incerte                    | date incerte                    | Cynelm                          | [ 3 ]                           | XIV nella lista degli abati di Thomas of Malborough |
| date incerte                    | date incerte                    | Cynath I                        | [ 3 ]                           | XV nella lista degli abati di Thomas of Malborough |
| date incerte                    | date incerte                    | Ebba                            | [ 3 ]                           | XVI nella lista degli abati di Thomas of Malborough |
| date incerte                    | date incerte                    | Cynath II                       | [ 3 ]                           | XVII nella lista degli abati di Thomas of Malborough |
| date incerte                    | date incerte                    | Edwine                          | [ 3 ]                           | XVIII nella lista degli abati di Thomas of Malborough |
| circa 970                       | espulso 975                     | Osweard                         | [ 4 ]                           | L'abbazia fu secolarizzata nel 975, ma in seguito divenne possesso di un certo "vescovo Agelsius" (probabilmente Ethelsige I, vescovo di Sherborne, dimessosi, trasferito o morto 990 x 992), quindi appartenne al vescovo Elfstan (Ælfstan, vescovo di Rochester (morto nel 995), o Ælfstan, vescovo di Londra (morto nel 995 x 996), dopo la cui morte Ealdwulf, vescovo di Worcester, nominò abati Aelfric e Aelfgar. |
| 995 x 997                       | incerta                         | Aelfric                         | [ 4 ]                           | |
| 997 x 1002                      | incerta                         | Aelfgar                         | [ 4 ]                           | |
| date incerte                    | date incerte                    | Brihtmaer                       | [ 4 ]                           | |
| incerta                         | circa 1013                      | Ælthelwine                      | [ 4 ]                           | Divenne vescovo di Wells verso il 1013 |
| circa 1014                      | morto nel 1044                  | Ælfweard                        | [ 5 ]                           | Divenne vescovo di Londra verso il 1016, ma conservò il titolo di abate di Evesham fino alla morte |
| 1044                            | dimessosi nel 1058              | Mannig (o Wulfmær)              | [ 5 ]                           | Subì una paralisi e si dimise nel 1058; morì il giorno dell'Epifania, 6 gennaio 1066 |
| 1058                            | morto verso il 1077             | Ethelwig                        | [ 5 ]                           | |
| 1077                            | morto nel 1104                  | Walter                          | [ 5 ]                           | |
| data incerta                    | morto nel 1130                  | Maurice                         | [ 5 ]                           | |
| 1130                            | morto o dimessosi nel 1149      | Reginald Foliot                 | [ 5 ]                           | Zio di Gilbert Foliot |
| 1149                            | morto nel 1159                  | William de Andeville            | [ 5 ]                           | |
| 1159                            | 1160                            | Roger                           | [ 5 ]                           | |
| 1161                            | morto nel 1189                  | Adam de Senlis                  | [ 5 ]                           | |
| 1190                            | dimessosi nel 1213              | Roger Norreis                   | [ 6 ]                           | Divenne priore di Penwortham, una dipendenza di Evesham |
| 1214                            | morto nel 1229                  | Randulf                         | [ 7 ]                           | In precedenza priore di Worcester e vescovo eletto di Worcester |
| 1230                            | morto nel 1236                  | Thomas of Marlborough           | [ 8 ]                           | |
| 1236                            | morto nel 1242                  | Richard le Gras                 | [ 8 ]                           | Fu eletto vescovo di Coventry nel 1241, ma o declinò l'ufficio o morì prima che la disputa su questa elezione fosse risolta |
| 1243                            | morto o dimessosi nel 1255      | Thomas of Gloucester            | [ 9 ]                           | |
| 1256                            | morto nel 1263                  | Henry of Worcester              | [ 9 ]                           | |
| 1263                            | morto o dimessosi nel 1266      | William of Malborough           | [ 9 ]                           | |
| 1266                            | morto nel 1282                  | William of Whitechurch          | [ 9 ]                           | |
| 1282                            | morto nel 1316                  | John of Brockhampton            | [ 9 ]                           | |
| 1316                            | morto nel 1344                  | William de Chiriton             | [ 9 ]                           | |
| 1345                            | morto nel 1367                  | William du Boys                 | [ 9 ]                           | |
| 1367                            | morto nel 1379                  | John of Ombersley               | [ 10 ]                          | |
| 1379                            | 1418                            | Roger Zatton                    | [ 11 ]                          | |
| 1418                            | 1435                            | Richard Bromsgrove              | [ 11 ]                          | |
| 1435                            | circa 1460                      | John Wykewan                    | [ 11 ]                          | |
| 1460                            | 1467                            | Richard Pembroke                | [ 11 ]                          | |
| 1467                            | 1477                            | Richard Hawkesbury              | [ 11 ]                          | |
| 1477                            | 1483                            | William Upton                   | [ 11 ]                          | |
| 1483                            | 1491                            | John Norton                     | [ 11 ]                          | |
| 1491                            | 1514                            | Thomas Newbold                  | [ 11 ]                          | |
| 1514                            | 1539                            | Clement Litchfield o Lychfeld   | [ 11 ] [ 12 ]                   | morto nel 1540 |
| 1539                            | 1540                            | Philip Hawford (o Ballard)      | [ 11 ]                          | |